# Thma Puok
Thma Puok är ett distrikt i Kambodja.   Det ligger i provinsen Banteay Meanchey, i den västra delen av landet, 250 km nordväst om huvudstaden Phnom Penh. Antalet invånare är 61 189.